# Cyril Darlington
Cyril Dean Darlington (19 décembre 1903 - 26 mars 1981) est un biologiste, cytologiste, généticien et eugéniste britannique, qui a découvert la mécanique du croisement chromosomique son rôle dans l'hérédité, et donc son importance pour l'évolution. Il est professeur Sherardian de botanique à l'Université d'Oxford de 1953 à 1971.
Les recherches de Darlington sur la génétique contribuent à la synthèse évolutive moderne au XXe siècle.

## Biographie

### Jeunesse
Cyril Darlington est né à Chorley, une petite ville cotonnière du Lancashire, en Angleterre, en 1903. Son père, William, est enseignant dans une petite école. Il a un frère de six ans son aîné. Quand il a huit ans, la famille déménage à Londres. Son enfance est malheureuse, caractérisée par un père sévère, amer et frustré, qui lutte avec force contre la pauvreté. Il n'aime ni le sport, ni les études (notamment à la Mercers' School et à la St Paul's School de Londres),,. Il commence à cultiver un mépris pour l'autorité. Il décide de devenir agriculteur en Australie, il postule donc au South Eastern Agricultural College de Wye, connu plus tard sous le nom de Wye College. C'est un étudiant plutôt indifférent, mais sa vie sociale s'améliore nettement lorsqu'il se met à la boxe, avec un certain succès. Il s'intéresse à la génétique mendélienne, enseignée par le myriapodologue Stanley Graham Brade-Birks (1887-1982). Darlington découvre The Physical Basis of Heredity de Thomas Hunt Morgan. Il obtient un diplôme ordinaire de l'Université de Londres en 1923.

### Premières années professionnelles
Après s'être vu refuser une bourse pour aller à Trinidad en tant qu'agriculteur, Cyril est incité en 1923 par l'un de ses professeurs à demander une bourse à la John Innes Horticultural Institution à Merton. Il écrit aussitôt à son directeur, William Bateson, célèbre pour avoir introduit le mot « génétique » dans la biologie. Sa candidature n'est pas retenue, mais il décroche un poste temporaire en tant que technicien non rémunéré. C'est une période intéressante pour les Innes. Bateson avait passé les deux dernières décennies à se battre contre l'idée que les chromosomes étaient le siège de ce qu'il appelait les "facteurs héréditaires" et n'avait capitulé que très récemment. Il venait d'embaucher un cytologiste, Frank Newton, qui prend Cyril sous son aile. Darlington publie son premier article scientifique, sur la tétraploïdie de la cerise aigre, et il est embauché comme employé permanent.
Peu de temps après, ses deux mentors, Bateson et Newton, meurent à moins d'un an d'intervalle et JBS Haldane arrive aux Innes. Bien que ni expérimentateur ni cytologiste, Haldane noue une amitié étroite avec Darlington, dont la confiance en soi grandit. Il commence à apporter des contributions significatives à la compréhension de la relation entre le croisement génétique et les événements observés au microscope que le chromosome a traversés pendant la Méiose.
En février 1929, il fait un voyage d'étude avec son collègue botaniste John Macqueen Cowan au Proche-Orient.
En 1931, il commence à écrire le livre qui établit sa réputation, Recent Advances in Cytology. Il est publié en 1932 et suscite d'abord une tempête de controverses, puis une acceptation presque universelle en tant qu'œuvre de premier ordre. Il montre que les mécanismes d'évolution qui agissent au niveau du chromosome créent des possibilités bien plus riches que les simples mutations et délétions qui affectent des gènes uniques.
Sa détermination et ses réalisations maintenant remarquables lui valent d'être nommé directeur du département de cytologie en 1937, et il est directeur de l'Innes deux ans plus tard, à peine 15 ans après son arrivée comme bénévole non rémunéré. Il est élu membre de la Royal Society le 20 mars 1941. Quelques mois plus tard, il reçoit la prestigieuse médaille royale. Il est élu président de la Société de génétique. En 1947, il cofonde avec Ronald Fisher la revue à succès Heredity: An International Journal of Genetics, en réponse à JBS Haldane rejoignant le parti communiste et "emportant le Journal of Genetics avec lui".

### Fin de carrière
Il quitte les Innes en 1953 et accepte la chaire sherardienne de botanique à l'Université d'Oxford. Il développe un vif intérêt pour le jardin botanique, puis créé le «jardin génétique». Il participe également à l'extension de l'enseignement des sciences, en particulier de la génétique, à l'université. Il exprime son ferme soutien aux "héréditaires" dans un environnement universitaire de plus en plus hostile. En 1972, avec 50 autres scientifiques éminents, il signe la "Résolution sur la liberté scientifique concernant le comportement humain et l'hérédité" dans laquelle une approche génétique pour comprendre le comportement de l'homme est fortement défendue. Il défend avec acharnement son collègue dans la lutte contre le lyssenkisme, John Baker, qui publie le livre controversé "Race" en 1974. Les races sont, selon Baker (et Darlington), des populations reproductrices avec des démarcations tracées au niveau de détail requis pour le problème à résoudre. Interrogé par un journaliste du Sunday Times pour savoir s'il est raciste ou non, Darlington répond: "Eh bien, je suis considéré comme tel par tout le monde sauf les Juifs, qui sont racistes et qui sont tout à fait d'accord avec mes opinions."
Darlington prend sa retraite de son poste officiel à l'Université en 1971, mais reste à l'université, écrivant et publiant inlassablement son travail. Il est mort à Oxford en 1981. Il a cinq enfants, dont deux se sont suicidés.

### La sociobiologie et l'affaire Lyssenko
Dans ses dernières années, Darlington accentue sa participation au débat public sur le rôle de la science dans la société, et en particulier, son interaction avec la politique et le gouvernement. Il publie, à partir de 1948, de très vives condamnations des événements en Union soviétique, qui ont dénoncé la génétique mendélienne et interdit officiellement sa pratique au profit du lyssenkisme. Certains instituts de génétique sont détruits et d'éminents généticiens sont purgés ou assassinés. Ces événements provoquent un bouleversement parmi les leaders de la génétique en Occident, dont beaucoup étaient des sympathisants de gauche, des socialistes ou même des communistes et des marxistes. Cela provoque une rupture entre Haldane et Darlington, qui est intransigeant dans ses opinions anti-autoritaires.
Darlington développe un vif intérêt pour l'application des connaissances génétiques à la compréhension de l'histoire humaine. Il croit que non seulement il y a des différences dans le caractère et la culture entre les individus, mais que ces différences existent également entre les races. La compréhension de ces différences en termes scientifiques n'est pas seulement intéressante en soi, mais est cruciale pour le développement d'une société civile.
Darlington s'oppose à la Déclaration raciale de l'UNESCO. Il est d'accord avec le point de vue classique de Darwin : « Les races diffèrent aussi par leur constitution, leur acclimatation et leur sensibilité à certaines maladies. Leurs caractères mentaux sont également très distincts ; principalement comme cela apparaîtrait dans leurs facultés émotionnelles, mais en partie dans leurs facultés intellectuelles." Contrairement à la déclaration de l'UNESCO. Darlington pense qu'il pourrait y avoir une justification biologique pour interdire les mariages interraciaux "si les mariages mixtes n'étaient pas contraires aux habitudes de toutes les communautés stables et n'avaient donc pas besoin d'être découragés". Il refuse de signer la déclaration révisée de 1951 qui admet que des différences raciales d'intelligence existaient peut-être. Le commentaire dissident de Darlington est imprimé avec la déclaration.
En vingt-cinq ans, de 1953 à 1978, Darlington achève sa trilogie sur L'homme : la génétique et l'homme (1953), L'évolution de l'homme et de la société (1969) et enfin Le petit univers de l'homme (1978). Dans ceux-ci, il tente de montrer comment l'histoire de l'homme peut être au moins partiellement analysée en termes de lois génétiques, de modes de reproduction, d'effets fondateurs et d'évolution darwinienne. Les vues de Darlington sont une approbation inhabituelle des vertus complémentaires de la consanguinité, ainsi que de la consanguinité.